# Grupo Latok
El Grupo Latok es un conjunto de picos de roca de pronunciadas pendientes en la subcordillera del Panmah Muztagh, en la parte central de la cordillera del Karakórum. Se encuentran justo a la izquierda del Grupo Ogre, dominado por el Baintha Brakk. Justo al sur se encuentra el Glaciar Baintha Lukpar, un pequeño glaciar tributario del Glaciar Biafo, uno de los glaciares más importantes del Karakórum. Al norte del Grupo se encuentra el Glaciar Choktoi. 
El grupo cuenta con cuatro cimas principales que se listan a continuación incluyendo su posición relativa en el grupo y el año de la primera ascensión:
- Latok I, centro-norte, 7.145 m s. n. m., ascendido en 1979
- Latok II, oeste, 7.108 m s. n. m., ascendido en 1977
- Latok III, este, 6.949 m s. n. m., ascendido en 1979
- Latok IV, sureste, 6.456 m s. n. m., ascendido en 1980

La ascensión a todos los picos tienen una notable y extrema dificultad técnica, y son el escenario de algunas de las ascensiones más duras realizadas a gran altitud del mundo.
El Latok I fue escalado por primera vez en 1979 por una expedición japonesa dirigida por Naoki Takada. La montaña fue ascendida por dos grupos, el primero formado por Sin'e Matsumi, Tsuneo Shigehiro, Yu Watanabe, y el segundo, que realizó la ascensión tres días más tarde, compuesto por Hideo Muto, Jun'ichi Oku y Kota Endo. Iniciaron el ascenso desde el Glaciar Baintha Lukpar escalando un contrafuerte de la montaña para alcanzar la arista este. 
La muy inclinada arista norte del Latok I, de 2.500 m de altura, es una ruta notoriamente inescalada que fue intentada por primera vez, casi con éxito, por los conocidos escaladores estadounidenses Jim Donini, Michael Kennedy, George Lowe, y Jeff Lowe. La ascensión en estilo alpino, con muy poco equipo, se considera admirable a pesar de no conseguir la cima. Ha habido varios intentos posteriormente, todos ellos sin éxito.
El Latok II fue ascendido por primera vez en 1977, por un grupo italiano dirigido por Arturo Bergameschi. Ésta fue la primera ascensión del grupo de montañas. La ascensión se realizó por la cara sureste por el grupo formado por E. Alimonta, T. Mase, y R. Valentini.
Una notable ascensión del Latok II ocurrió en 1997, cuando un equipo muy fuerte compuesto por Alexander Huber, Thomas Huber, Toni Gutsch, y Conrad Anker ascendió la Cara Oeste del pico. Describieron esta ascensión muy adecuadamente como escalar "El Capitán puesto encima del Monte McKinley": un pared vertical de roca de 1000 m que comienza a una altitud de 6.100 m s. n. m. La altura total de la ascensión fue de 2200 m.
La primera ascensión del Latok III se produjo en 1979, cuando un equipo japonés bajo la dirección de Yoji Teranishi escaló la ruta de la arista suroeste. El equipo estaba formado por Teranishi, Kazushige Takami y Sakae Mori. La segunda ascensión por la misma ruta tuvo que esperar hasta 1988, realizada por un equipo italiano que constituyó la primera repetición de una ruta en el grupo de montañas.
En agosto de 2009 los españoles Óscar Pérez y Álvaro Novellón ascienden el Latok II en estilo alpino, durante el descenso sufrieron un accidente debido al desprendimiento de una cornisa de nieve, lo que le produjo a Óscar Pérez graves lesiones y una fractura. El intento de rescate posterior se vio frustrado por la dificultad técnica de la montaña y por el mal tiempo que obligó a abandonar a la expedición de rescate.